# Francisco D'Álamo Lousada
Francisco D'Álamo Lousada (1902-1986) foi um diplomata brasileiro, presidente da Associação Brasileira dos Cavaleiros da Soberana e Militar Ordem de Malta.

## Biografia
Francisco D'Álamo Lousada nasceu na cidade de São Paulo no dia 16 de agosto de 1902, filho de Sebastião Lousada e de Genoveva D’Álamo Lousada. Francisco foi casado com Maria de Lurdes Guimarães Lousada, com quem teve dois filhos e faleceu no Rio de Janeiro no dia 3 de novembro de 1986.